# Ernogrammus zhirmunskii
Ernogrammus zhirmunskii és una espècie de peix de la família dels estiquèids i de l'ordre dels perciformes.

## Descripció
- El mascle fa 6,4 cm de llargària màxima i la femella 7,5.
- 41-42 espines a l'aleta dorsal.
- 2 espines i 28-30 radis tous a l'aleta anal.
- 44-47 vèrtebres.
- Presenta una franja estreta i blanca entre altres dues amples i negres a la base de l'aleta pelviana, i una taca fosca a l'aleta dorsal anterior.[4][6]

## Alimentació
Hom creu que menja petits mol·luscs (com ara, Falsicingula mundana), peixos i ous de peixos.

## Hàbitat i distribució geogràfica
És un peix marí, demersal (entre 2 i 11 m de fondària) i de clima temperat (de 14 °C a 21 °C del juliol al setembre), el qual viu al Pacífic nord-occidental: les costes del mar del Japó a Rússia, incloent-hi la badia de Pere el Gran.

## Observacions
És inofensiu per als humans i diürn (en contraposició a Ernogrammus hexagrammus, amb el qual comparteix el seu mateix hàbitat).